# Sono sem movimento rápido dos olhos
Sono sem movimento rápido dos olhos, ou sono não REM (em inglês: Non-rapid eye movement, NREM), é o estágio do sono em que não ocorrem os movimentos rápidos dos olhos (REM).
Ao contrário de sono REM, há geralmente pouco ou nenhum movimento dos olhos durante este estágio. O sonho é menos intenso durante o sono NREM, e os músculos não estão paralisados como no sono REM. Como os músculos não estão paralisados, uma pessoa pode ser capaz de sonambulismo.
Verificou-se, através de várias experiências, que baixos níveis de estágio 4 do sono são encontrados em cerca de 40–50% dos esquizofrênicos agudos e crônicos que normalmente retratam um anormal NREM.

## Estágios
Sono NREM foi dividido em quatro etapas pela padronização de Rechtschaffen e Kales, em 1968, que foi reduzida para três na actualização de 2007 pela Academia Americana de Medicina do Sono.
- Fase 1 — ocorre principalmente no início do sono, com movimentos lentos dos olhos e ondas cerebrais alfa, e sonhos podem ocorrer. Também é muito comum sentir o "Espasmo Hípnico" ou "Mioclonia do Sono", caracterizada pela sensação de "Queda" ou "Tropeço" quando se entra nessa fase ou mais raramente durante o sono REM. Após o sono profundo, as fases 1 e 2 retornam em forma de um sono mais leve antes da chegada do sono REM.[7]
- Fase 2 — contém ondas cerebrais beta e nenhum movimento nos olhos, e sonhar é muito raro, mas caso sonhe, isto se parecerá mais como um Pensamento ou uma/alguma Lembrança.
- Fase 3 — contém ondas cerebrais delta. Anteriormente dividida em estágios 3 e 4, é o sono profundo. Fase 3 era anteriormente a transição entre a fase 2 e a fase 4. Em 2007, estes foram combinados em apenas uma fase 3 para todas as do sono profundo. Sonhar é extremamente mais raro, mas caso sonhe, se parecerá com uma Informação repetida.[8]